# Gran Premio de los Países Bajos de Motociclismo de 2022
El Gran Premio de los Países Bajos de Motociclismo de 2022 (oficialmente: Motul TT Assen) fue la undécima prueba del Campeonato del Mundo de Motociclismo de 2022. Tuvo lugar en el fin de semana del 24 al 26 de junio de 2022 en el Circuito de Assen en Assen (Países Bajos).
La carrera de MotoGP fue ganada por Francesco Bagnaia, seguido de Marco Bezzecchi y Maverick Viñales. Augusto Fernández fue el ganador de la prueba de Moto2, por delante de Ai Ogura y Jake Dixon. La carrera de Moto3 fue ganada por Ayumu Sasaki, Izan Guevara fue segundo y Sergio García tercero.

## Resultados

### Resultados MotoGP
| Pos.    | N.º | Piloto                | Equipo                       | Constructor | Vueltas | Tiempo    | Parrilla | Puntos |
| ------- | --- | --------------------- | ---------------------------- | ----------- | ------- | --------- | -------- | ------ |
| 1       | 63  | Francesco Bagnaia     | Ducati Lenovo Team           | Ducati      | 26      | 40'25.205 | 1        | 25     |
| 2       | 72  | Marco Bezzecchi       | Mooney VR46 Racing Team      | Ducati      | 26      | +0.444    | 4        | 20     |
| 3       | 12  | Maverick Viñales      | Aprilia Racing               | Aprilia     | 26      | +1.209    | 11       | 16     |
| 4       | 41  | Aleix Espargaró       | Aprilia Racing               | Aprilia     | 26      | +2.585    | 5        | 13     |
| 5       | 33  | Brad Binder           | Red Bull KTM Factory Racing  | KTM         | 26      | +2.721    | 10       | 11     |
| 6       | 43  | Jack Miller           | Ducati Lenovo Team           | Ducati      | 26      | +3.045    | 6        | 10     |
| 7       | 89  | Jorge Martín          | Prima Pramac Racing          | Ducati      | 26      | +4.340    | 3        | 9      |
| 8       | 36  | Joan Mir              | Equipo Suzuki Ecstar         | Suzuki      | 26      | +8.185    | 14       | 8      |
| 9       | 88  | Miguel Oliveira       | Red Bull KTM Factory Racing  | KTM         | 26      | +8.325    | 8        | 7      |
| 10      | 42  | Álex Rins             | Equipo Suzuki Ecstar         | Suzuki      | 26      | +8.596    | 9        | 6      |
| 11      | 23  | Enea Bastianini       | Gresini Racing MotoGP        | Ducati      | 26      | +9.783    | 16       | 5      |
| 12      | 30  | Takaaki Nakagami      | LCR Honda Idemitsu           | Honda       | 26      | +10.617   | 12       | 4      |
| 13      | 5   | Johann Zarco          | Prima Pramac Racing          | Ducati      | 26      | +14.405   | 7        | 3      |
| 14      | 49  | Fabio Di Giannantonio | Gresini Racing MotoGP        | Ducati      | 26      | +17.681   | 15       | 2      |
| 15      | 73  | Álex Márquez          | LCR Honda Castrol            | Honda       | 26      | +25.866   | 21       | 1      |
| 16      | 04  | Andrea Dovizioso      | WithU Yamaha RNF MotoGP Team | Yamaha      | 26      | +29.711   | 17       |        |
| 17      | 10  | Luca Marini           | Mooney VR46 Racing Team      | Ducati      | 26      | +30.296   | 13       |        |
| 18      | 6   | Stefan Bradl          | Repsol Honda Team            | Honda       | 26      | +32.225   | 18       |        |
| 19      | 87  | Remy Gardner          | Tech 3 KTM Factory Racing    | KTM         | 26      | +34.947   | 19       |        |
| 20      | 32  | Lorenzo Savadori      | Aprilia Racing               | Aprilia     | 26      | +35.798   | 22       |        |
| Ret     | 25  | Raúl Fernández        | Tech 3 KTM Factory Racing    | KTM         | 18      | Retirado  | 23       |        |
| Ret     | 20  | Fabio Quartararo      | Monster Energy Yamaha MotoGP | Yamaha      | 11      | Caída     | 2        |        |
| Ret     | 40  | Darryn Binder         | WithU Yamaha RNF MotoGP Team | Yamaha      | 8       | Caída     | 24       |        |
| Ret     | 21  | Franco Morbidelli     | Monster Energy Yamaha MotoGP | Yamaha      | 8       | Retirado  | 20       |        |
| DNS     | 44  | Pol Espargaró         | Repsol Honda Team            | Honda       |         | No corrió |          |        |
| Fuente: |     |                       |                              |             |         |           |          |        |

### Resultados Moto2
| Pos.    | N.º | Piloto                  | Constructor | Vueltas | Tiempo    | Parrilla | Puntos |
| ------- | --- | ----------------------- | ----------- | ------- | --------- | -------- | ------ |
| 1       | 37  | Augusto Fernández       | Kalex       | 24      | 39:07.133 | 9        | 25     |
| 2       | 79  | Ai Ogura                | Kalex       | 24      | +0.660    | 4        | 20     |
| 3       | 96  | Jake Dixon              | Kalex       | 24      | +0.725    | 1        | 16     |
| 4       | 13  | Celestino Vietti        | Kalex       | 24      | +0.758    | 11       | 13     |
| 5       | 64  | Bo Bendsneyder          | Kalex       | 24      | +1.485    | 8        | 11     |
| 6       | 21  | Alonso López            | Boscoscuro  | 24      | +5.417    | 5        | 10     |
| 7       | 14  | Tony Arbolino           | Kalex       | 24      | +5.553    | 13       | 9      |
| 8       | 16  | Joe Roberts             | Kalex       | 24      | +7.396    | 7        | 8      |
| 9       | 18  | Manuel González         | Kalex       | 24      | +7.589    | 15       | 7      |
| 10      | 12  | Filip Salač             | Kalex       | 24      | +7.691    | 12       | 6      |
| 11      | 54  | Fermín Aldeguer         | Boscoscuro  | 24      | +9.322    | 20       | 5      |
| 12      | 9   | Jorge Navarro           | Kalex       | 24      | +15.028   | 6        | 4      |
| 13      | 35  | Somkiat Chantra         | Kalex       | 24      | +17.443   | 16       | 3      |
| 14      | 52  | Jeremy Alcoba           | Kalex       | 24      | +19.188   | 23       | 2      |
| 15      | 7   | Barry Baltus            | Kalex       | 24      | +19.256   | 14       | 1      |
| 16      | 19  | Lorenzo Dalla Porta     | Kalex       | 24      | +19.898   | 19       |        |
| 17      | 42  | Marcos Ramirez          | MV Agusta   | 24      | +28.669   | 22       |        |
| 18      | 84  | Zonta van den Goorbergh | Kalex       | 24      | +28.787   | 21       |        |
| 19      | 4   | Sean Dylan Kelly        | Kalex       | 24      | +44.544   | 24       |        |
| 20      | 24  | Simone Corsi            | MV Agusta   | 24      | +44.612   | 25       |        |
| 21      | 81  | Keminth Kubo            | Kalex       | 24      | +50.836   | 28       |        |
| 22      | 55  | Álex Toledo             | Kalex       | 24      | +51.009   | 26       |        |
| Ret     | 75  | Albert Arenas           | Kalex       | 22      | Caída     | 2        |        |
| Ret     | 28  | Niccolò Antonelli       | Kalex       | 22      | Caída     | 27       |        |
| Ret     | 6   | Cameron Beaubier        | Kalex       | 20      | Caída     | 18       |        |
| Ret     | 61  | Alessandro Zaccone      | Kalex       | 13      | Retirado  | 17       |        |
| Ret     | 23  | Marcel Schrötter        | Kalex       | 11      | Caída     | 10       |        |
| Ret     | 22  | Sam Lowes               | Kalex       | 3       | Caída     | 3        |        |
| Fuente: |     |                         |             |         |           |          |        |

### Resultados Moto3
| Pos.    | N.º | Piloto           | Constructor | Vueltas | Tiempo    | Parrilla | Puntos |
| ------- | --- | ---------------- | ----------- | ------- | --------- | -------- | ------ |
| 1       | 71  | Ayumu Sasaki     | Husqvarna   | 22      | 37'28.371 | 1        | 25     |
| 2       | 28  | Izan Guevara     | Gas Gas     | 22      | +0.314    | 3        | 20     |
| 3       | 11  | Sergio García    | Gas Gas     | 22      | +0.392    | 18       | 16     |
| 4       | 24  | Tatsuki Suzuki   | Honda       | 22      | +0.399    | 2        | 13     |
| 5       | 43  | Xavier Artigas   | CFMoto      | 22      | +0.661    | 9        | 11     |
| 6       | 96  | Daniel Holgado   | KTM         | 22      | +11.540   | 12       | 10     |
| 7       | 82  | Stefano Nepa     | KTM         | 22      | +11.606   | 14       | 9      |
| 8       | 6   | Ryusei Yamanaka  | KTM         | 22      | +12.225   | 13       | 8      |
| 9       | 53  | Deniz Öncü       | KTM         | 22      | +12.309   | 17       | 7      |
| 10      | 27  | Kaito Toba       | KTM         | 22      | +12.368   | 20       | 6      |
| 11      | 54  | Riccardo Rossi   | Honda       | 22      | +12.596   | 16       | 5      |
| 12      | 48  | Ivan Ortolá      | KTM         | 22      | +12.878   | 21       | 4      |
| 13      | 20  | Lorenzo Fellon   | Honda       | 22      | +12.976   | 8        | 3      |
| 14      | 99  | Carlos Tatay     | CFMoto      | 22      | +17.903   | 23       | 2      |
| 15      | 16  | Andrea Migno     | Honda       | 22      | +20.915   | 15       | 1      |
| 16      | 10  | Diogo Moreira    | KTM         | 22      | +30.606   | 19       |        |
| 17      | 67  | Alberto Surra    | Honda       | 22      | +37.419   | 25       |        |
| 18      | 64  | Mario Aji        | Honda       | 22      | +44.008   | 27       |        |
| 19      | 85  | Luca Lunetta     | KTM         | 22      | +44.132   | 30       |        |
| 20      | 70  | Joshua Whatley   | Honda       | 22      | +44.135   | 29       |        |
| 21      | 72  | Taiyo Furusato   | Honda       | 22      | +44.366   | 26       |        |
| 22      | 22  | Ana Carrasco     | KTM         | 22      | +44.486   | 28       |        |
| Ret     | 5   | Jaume Masiá      | KTM         | 21      | Caída     | 6        |        |
| Ret     | 44  | David Muñoz      | KTM         | 21      | Caída     | 4        |        |
| Ret     | 17  | John McPhee      | Husqvarna   | 21      | Caída     | 11       |        |
| Ret     | 31  | Adrián Fernández | KTM         | 21      | Caída     | 7        |        |
| Ret     | 66  | Joel Kelso       | KTM         | 21      | Caída     | 10       |        |
| Ret     | 7   | Dennis Foggia    | Honda       | 17      | Caída     | 5        |        |
| Ret     | 19  | Scott Ogden      | Honda       | 5       | Caída     | 24       |        |
| Ret     | 23  | Elia Bartolini   | KTM         | 4       | Caída     | 22       |        |
| Fuente: |     |                  |             |         |           |          |        |

### Resultados MotoE

#### Carrera 1
| Pos.    | N.º | Piloto             | Constructor | Vueltas | Tiempo    | Parrilla | Puntos |
| ------- | --- | ------------------ | ----------- | ------- | --------- | -------- | ------ |
| 1       | 77  | Dominique Aegerter | Energica    | 8       | 10:10.913 | 1        | 25     |
| 2       | 51  | Eric Granado       | Energica    | 8       | +0.072    | 2        | 20     |
| 3       | 27  | Mattia Casadei     | Energica    | 8       | +0.081    | 4        | 16     |
| 4       | 11  | Matteo Ferrari     | Energica    | 8       | +0.507    | 3        | 13     |
| 5       | 4   | Héctor Garzó       | Energica    | 8       | +0.960    | 7        | 11     |
| 6       | 71  | Miquel Pons        | Energica    | 8       | +1.224    | 5        | 10     |
| 7       | 7   | Niccolò Canepa     | Energica    | 8       | +2.810    | 6        | 9      |
| 8       | 38  | Bradley Smith      | Energica    | 8       | +5.310    | 8        | 8      |
| 9       | 40  | Jordi Torres       | Energica    | 8       | +5.347    | 11       | 7      |
| 10      | 21  | Kevin Zannoni      | Energica    | 8       | +9.564    | 12       | 6      |
| 11      | 34  | Kevin Manfredi     | Energica    | 8       | +9.742    | 13       | 5      |
| 12      | 12  | Xavi Forés         | Energica    | 8       | +11.392   | 10       | 4      |
| 13      | 78  | Hikari Okubo       | Energica    | 8       | +12.834   | 18       | 3      |
| 14      | 17  | Alex Escrig        | Energica    | 8       | +12.917   | 14       | 2      |
| 15      | 6   | María Herrera      | Energica    | 8       | +13.371   | 15       | 1      |
| 16      | 72  | Alessio Finello    | Energica    | 8       | +17.992   | 16       |        |
| 17      | 10  | Unai Orradre       | Energica    | 8       | +17.610   | 17       |        |
| Ret     | 70  | Marc Alcoba        | Energica    | 7       | Caída     | 9        |        |
| 1.      |     |                    |             |         |           |          |        |
| Fuente: |     |                    |             |         |           |          |        |

#### Carrera 2
| Pos.    | N.º | Piloto             | Constructor | Vueltas | Tiempo    | Parrilla | Puntos |
| ------- | --- | ------------------ | ----------- | ------- | --------- | -------- | ------ |
| 1       | 51  | Eric Granado       | Energica    | 3       | 5:21.094  | 2        | 12.5   |
| 2       | 77  | Dominique Aegerter | Energica    | 3       | +0.270    | 1        | 10     |
| 3       | 27  | Mattia Casadei     | Energica    | 3       | +0.556    | 4        | 8      |
| 4       | 11  | Matteo Ferrari     | Energica    | 3       | +0.646    | 3        | 6.5    |
| 5       | 7   | Niccolò Canepa     | Energica    | 3       | +2.784    | 6        | 5.5    |
| 6       | 17  | Alex Escrig        | Energica    | 3       | +2.805    | 14       | 5      |
| 7       | 34  | Kevin Manfredi     | Energica    | 3       | +3.751    | 13       | 4.5    |
| 8       | 6   | María Herrera      | Energica    | 3       | +4.143    | 15       | 4      |
| 9       | 21  | Kevin Zannoni      | Energica    | 3       | +4.216    | 12       | 3.5    |
| 10      | 4   | Héctor Garzó       | Energica    | 3       | +5.519    | 7        | 3      |
| 11      | 78  | Hikari Okubo       | Energica    | 3       | +9.943    | 18       | 2.5    |
| 12      | 72  | Alessio Finello    | Energica    | 3       | +10.094   | 16       | 2      |
| 13      | 70  | Marc Alcoba        | Energica    | 2       | +1 vuelta | 9        | 1.5    |
| 14      | 10  | Unai Orradre       | Energica    | 2       | +1 vuelta | 17       | 1      |
| 15      | 16  | Xavi Forés         | Energica    | 2       | +1 vuelta | 10       | 0.5    |
| 16      | 40  | Jordi Torres       | Energica    | 2       | +1 vuelta | 11       |        |
| 17      | 38  | Bradley Smith      | Energica    | 2       | +1 vuelta | 8        |        |
| Ret     | 71  | Miquel Pons        | Energica    | 2       | Caída     | 5        |        |
| Fuente: |     |                    |             |         |           |          |        |